# Ластівки та горобці
«Ластівки та горобці» — радянський художній фільм 1991 року, знятий режисером Давидом Урушадзе на студії «Плюс один».

## Сюжет
У приморському грузинському місті йде звичайне курортне життя. Але вже в повітрі гасає щось нове — на порозі 1990-х років.

## У ролях
- Шота Крістесашвілі — головна роль
- Михайло Іоффе — головна роль
- Манучар Шервашидзе — головна роль
- Юрій Цанава — роль другого плану
- Нато Шенгелая — роль другого плану
- Резо Есадзе — роль другого плану
- Йосип Джачвліані — роль другого плану
- Роланд Какаурідзе — роль другого плану

## Знімальна група
- Режисер — Давид Урушадзе
- Сценарист — Давид Урушадзе
- Оператор — Нугзар Нозадзе
- Композитор — Яків Бобохідзе
- Художник — Василь Арабідзе